# 黄田镇 (东源县)
黄田镇，是中华人民共和国广东省河源市东源县下辖的一个乡镇级行政单位。

## 行政区划
黄田镇下辖以下地区：
黄田社区、久社社区、乌坭村、良村、良田村、礼洞村、清溪村、白溪村、桂花村、鹤塘村、黄田村、坑口村、陈村、新联村、水头村、方围村、醒群村、久社村和黄坑村。